# 臼杵郡
- 令制国一覧 > 西海道 > 日向国 > 臼杵郡
- 日本 > 九州地方 > 宮崎県 > 臼杵郡

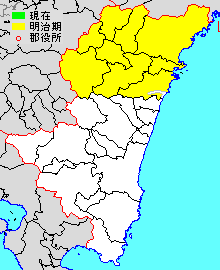
宮崎県臼杵郡の位置

臼杵郡（うすきぐん）は、宮崎県（日向国）にあった郡。

## 郡域
1879年（明治12年）に行政区画として発足した当時の郡域は、下記の区域にあたる。
- 延岡市・東臼杵郡・西臼杵郡の全域
- 日向市の大部分（美々津町を除く）

## 歴史
日向国および西海道の郡では最大の面積を持ち、南で児湯郡と接し、北で豊後国、西で肥後国と国境を成した。
和名類聚抄によると、郡は四つの郷から構成されており、氷上郷、英多郷、智保郷、刈田郷が記載されている。
建久8年の図田帳（島津家文書）に依ると、塩見・三十五町、富高・三十町、県庄・百三十町、富田・八十丁、岡富庄・五十町、多奴田・十町、田嶋庄・九十町、高智尾社・八町、新名・五十町、浮目・七十町、伊富形（いがた）・十五町、大貫・十二町、三宅郷・二十町、三納（みのう）郷・四十町、間世田・八町、右松保廿・五町。他?　合計六百七十三町。とある。同資料における日向の総町数は八千百六十であるので全体の8％程度である。

### 近世以降の沿革
所属町村の変遷は東臼杵郡#郡発足までの沿革、西臼杵郡#郡発足までの沿革をそれぞれ参照
- 「旧高旧領取調帳」に記載されている明治初年時点での支配は以下の通り。（3町75村）
  - 後の東臼杵郡域（3町53村） - 幕府領（西国筋郡代）、日向延岡藩、日向高鍋藩
  - 後の西臼杵郡域（22村） - 幕府領（人吉藩預地）、日向延岡藩
- 慶応4年
  - 閏4月25日（1868年6月15日） - 幕府領が富高県の管轄となる。
  - 8月17日（1868年10月2日） - 富高県の管轄区域が日田県の管轄となる。
- 明治4年
  - 2月 - 領知替えにより、日田県の管轄区域が延岡藩領となる。人吉藩預地が日田県の管轄となる。
  - 6月 - 日田県の管轄地域が人吉藩領となる。
  - 7月14日（1871年8月29日） - 廃藩置県により、延岡県、高鍋県、人吉県の管轄となる。
  - 11月14日（1871年12月25日） - 第1次府県統合により美々津県の管轄となる。
- 明治6年（1873年）1月15日 - 全域が宮崎県（第1次）の管轄となる。
- 明治9年（1876年）8月21日 - 第2次府県統合により鹿児島県の管轄となる。
- 明治12年（1879年）2月17日 - 郡区町村編制法の鹿児島県での施行により、行政区画としての臼杵郡が発足。郡役所が延岡に設置。
- 明治16年（1883年）5月9日 - 宮崎県（第2次）の管轄となる。
- 明治17年（1884年）1月26日 - 延岡ほか3町53村の区域をもって東臼杵郡が、三田井村ほか22村の区域をもって西臼杵郡がそれぞれ発足。同日臼杵郡廃止。

## 行政
鹿児島県臼杵郡長
| 代 | 氏名 | 就任年月日                | 退任年月日               | 備考         |
| -- | ---- | ------------------------- | ------------------------ | ------------ |
| 1  |      | 明治12年（1879年）2月17日 |                          |              |
|    |      |                           | 明治16年（1883年）5月8日 | 宮崎県に移管 |

宮崎県臼杵郡長
| 代 | 氏名 | 就任年月日               | 退任年月日                | 備考                 |
| -- | ---- | ------------------------ | ------------------------- | -------------------- |
| 1  |      | 明治16年（1883年）5月9日 |                           |                      |
|    |      |                          | 明治17年（1884年）1月25日 | 分割により臼杵郡廃止 |